# Mbem
Mbem est une localité du Cameroun. Elle se situe dans le département de Donga-Mantung, dans la région du Nord-Ouest. Elle fait partie de la commune de Nwa, et fait partie de l'espace urbain de celle-ci avec les villages de Nwa et Mfe.

## Démographie
Lors du recensement de 2005, on dénombra 6729 habitants, dont 3394 hommes et 3335 femmes. Ceux-ci sont répartis dans les quartiers de Nchakm Mason, Nkwak, Mbuiy, Kopko, Makeh, Bang, Mashie, Jah, Kih, et Munkah . La majorité des habitants font partie du clan Yamba. Mbem est le siège d'une chefferie traditionnelle de 2e degré.

### Religion
Il y a une église catholique, une église baptiste et une mosquée à Mbem.

## Agriculture et élevage
Il y a peu d'agriculture à Mbem, l'économie étant surtout basée sur l'élevage. Dû à la haute élévation du village, celle-ci est surtout pratiquée dans les vallées. Parmi les plantes cultivées, on trouve du maïs, des plantains, des bananes, du sorgho, des fèves, du soya, du manioc, des pommes de terre, du taro, des palmiers à huile, des papayes et des oranges.
Mbem étant un Ardorate, on y trouve beaucoup de bétail. De plus, comme dans toute la commune de Nwa, on y élève des chèvres, des moutons, des porcs, des cochons d'Inde, des poules et des lapins.

## Éducation
Quatre écoles primaires et une école secondaire se trouvent à Mbem.

### Primaire

#### CBC Mbem
Cette école est, avec CBC Nwa, la plus vielle de la commune, fondée en 1937. C'est aussi la seule école privée de Mbem. Celle-ci comptait, pendant l'été de 2011 (moment où les données ont été collectées), 175 étudiants et deux maître-parents. Les équipements de salle de classe de l'école étaient 30 table-bancs. Six bâtiments de l'école sont en état moyen, tandis qu'un autre est en mauvais était. L'école possède un point d'eau et une latrine. Une association parents-enseignants existe.

#### IPS Mbem
Cette école, où étudiaient 78 enfants et où travaillait un maître-parent et un fonctionnaire pendant l'été de 2011, a été fondée en 2005. 32 table-bancs formaient les équipements de classe de l'école. Un bâtiment de l'école est en bon état, et les deux autres sont en état moyen. L'école possède aussi une latrine. Une association parents-enseignants existe.

#### GS Mbem
Fondée en 1977, GS Mbem comptait, pendant l'été de 2011, 306 étudiants, un maître-parent et un fonctionnaire.100 table-bancs formaient les équipements de salle de classe. Quatre bâtiments de l'école sont en bon état, et six autres sont en état moyen. Il y a une latrine à GS Mbem, ainsi qu'une association parents-enseignants.

#### GS Mbui
Cet établissement d'enseignement, où étudiaient 267 enfants et où travaillaient un maître-parent et un fonctionnaire pendant l'été de 2011, a été fondé en 1992. 140 table-bancs formaient les équipements de salle de classe de l'école. Quatre bâtiments de l'école sont en état moyen, et deux autres en mauvais état. L'école possède une latrine, et une association parents-enseignants existe.

### Secondaire
GSS Dzembuch est l'école secondaire de Mbem. Elle a été fondée en 2000. Pendant l'été de 2011, 232 personnes y étudiaient, et sept maître-parents y enseignaient. Les équipements de salle de classe étaient 55 table-bancs. Les quatre bâtiments de l'école sont en bon état. L'école possède une latrine et une association parents-enseignants.

## Santé
Deux centres de santé privés existent à Mbem: Dunger HS et CFC.

### Donger HS
L'hôpital baptiste Dunger a été fondé en 1936 par le médecin baptiste allemand George Dunger (et son équipe de missionnaires de la Conférence Baptiste Nord-américaine après le début de la seconde guerre mondiale). On y trouve une pharmacie, un laboratoire et une maternité, et on y fournit plusieurs services. L'hôpital possède 36 lits séparés dans quatre pavillon différents.

## Eau et ressources énergétiques
Mbem compte un seul approvisionnement d'eau potable, créé en 2010. Celui-ci récolte de l'eau de source. Les habitants du village peuvent y accéder grâce à six robinets. Cependant, ce point d'eau n'étant pas suffisant pour approvisionner tous les habitants du village, certaines personnes s'approvisionnent à des points d'eau qui pourraient contenir des pathogènes et autres produits nocifs pour la santé.
Mbem, comme tous les autres villages de la commune de Nwa, n'est pas électrifié. Par contre, si des travaux de rénovation étaient faits dans la centrale thermique abandonnée de Mbem, il serait possible d'électrifier tout l'espace urbain.

## Commerce
Il y a un marché à Mbem. On y trouve un comptoir, un magasin, un cabanon, et un boucher. Le jour du marché alterne. Aussi, il y a un point d'eau et une latrine. Ce marché a été créé et financé par la communauté.

## Transports
Mbem est connecté à une route départementale. Par contre, les routes les plus proches sont toutes en mauvais ou très mauvais état. En effet, aucune route dans la commune de Nwa est pavée, et elles sont d'habitude uniquement accessible par des véhicules tout-terrains, même pendant la saison sèche.

## Travaux publics et développements futurs
Selon le Plan de Développement Communal du Conseil de Nwa, écrit dans l'optique de faire du Cameroun une économie émergente en 2035, on prévoit la complétion des projets suivants à Mbem:
- asphalter les portions les plus à pic de la route allant jusqu'à Nwa;
- construire un centre de santé public;
- construire un autre marché;
- créer un élevage d'alevins
- construire un système d'approvisionnement en eau pour Mfe, Mbem et Nwa, qui constituent Nwa Ville;
- construire une installation de biogaz;
- développer une plantation de gazon Guatemala et une de gazon Brancharia pour le pâturage.